# Lindneromyia pendleburyi
Lindneromyia pendleburyi är en tvåvingeart som beskrevs av Chandler 1994. Lindneromyia pendleburyi ingår i släktet Lindneromyia och familjen svampflugor. Inga underarter finns listade i Catalogue of Life.